# Lotter Beeke
Die Lotter Beeke ist ein linker Nebenfluss der Hase im Emsland.

## Lage
Die Lotter Beeke beginnt in der Gemeinde Andervenne. Von hier aus fließt sie in nördlicher Richtung durch die Gemeinden Lengerich und Gersten um zwischen den Haselünner Ortsteilen Lotten und Hamm in die Hase zu münden. Sie gehört zum Gewässertyp der Sandgeprägten Tieflandbäche.

## Ökologie
Infolge der Dürre- und Hitzewelle 2018 verendeten in der fast ausgetrockneten Lotter Beeke zahlreiche Fische. Die Fische konnten in der trockenfallenden Beeke keine Rückzugsmöglichkeiten finden und verendeten im sauerstoffarmen Wasser.